# 熊熊殺人出代誌
是一部法国黑色喜剧片，由法蘭克·杜波斯科共同编剧并执导，于2024年上映。
这是他導演的第三部電影作品。

## 剧情
米歇尔和凯茜是一对在汝拉小村庄卖圣诞树的夫妻，与12岁的儿子“嘟嘟”一起生活。夫妻俩债务缠身，财务状况每况愈下，感情也逐渐破裂。直到某天，米歇尔在回家的路上，差点撞上一只熊，结果却与一辆汽车相撞，车上的两名乘客当场死亡。他通知妻子后，两人决定处理尸体，却在车后备箱中发现一个装有200多万欧元的现金袋子。接下来的故事中，夫妻俩将面临种种道德困境与荒诞冒险。

## 演员
- 法蘭克·杜波斯科 饰 米歇尔
- 羅蕾·卡拉米 饰 凯茜
- 貝諾特·波維德 饰 罗兰，國家憲兵少校
- 约瑟芬娜·德摩 饰 弗洛朗丝，國家憲兵附员
- 梅迪·梅斯卡 饰 萨米，國家憲兵附员
- 金·伊热兰 饰 布朗什，罗兰的女儿
- 蒂莫·馬奧 饰 多米尼克（昵称“嘟嘟”），米歇尔和凯茜的儿子
- 艾曼紐·德芙 饰 萨宾，“丘比特”换妻俱乐部的老板
- 安·勒妮 饰 警察局长
- 克里斯托夫·卡纳尔 饰 让-皮埃尔，神父
- 卢卡·梅利亚瓦 饰 易洛魁人
- 鲍里斯·西尔文 饰 格雷格

## 制作

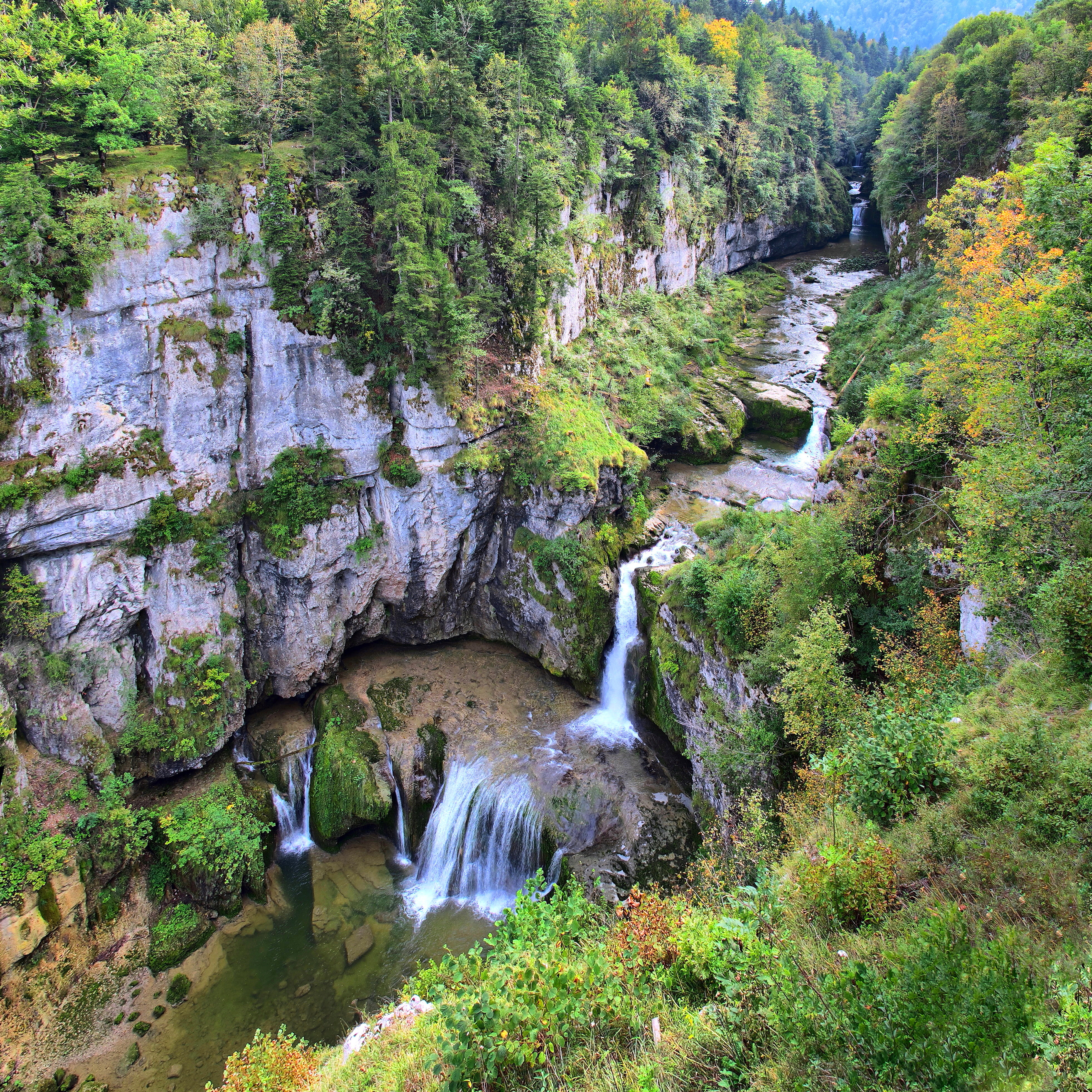
比约德瀑布

影片于2024年2月5日在法国汝拉地區的布瓦达蒙开拍，拍摄地点有该镇旧市政厅改造的宪兵局、莱鲁斯、勒沃迪乌的比约德瀑布（Cascade de la Billaude），以及莫尔比耶等地。

导演法蘭克·杜波斯科坦言，他希望透過这部影片向科恩兄弟的电影《冰血暴》致敬：
我想拍一部乡村西部片，一部发生在法国乡村、严酷环境中、有着冰雪背景的电影——或许是因为我真的很喜欢科恩兄弟，这一点毋庸置疑。所以，汝拉地区几乎是自然而然地成为了我的选择。